# Raoul Trujillo
Raoul Maximiano Trujillo de Chauvelon (Santa Fé, 8 de maio de 1955), é um ator, dançarino, coreógrafo e diretor de teatro norte-americano. Ele é conhecido por interpretar Zero Wolf, um implacável caçador de escravos maia e o principal antagonista de Apocalypto de Mel Gibson (2006), e por interpretar o chefe iroquês Kiotseaton no filme Black Robe. Ele apareceu em vários filmes de alto perfil e aclamados, incluindo The New World, Cowboys & Aliens, Riddick, Blood Father, Sicario e sua sequência Sicario: Day of the Soldado. Ele também estrelou dezenas de séries de televisão em papéis coadjuvantes e protagonistas, incluindo True Blood, Lost Girl, Da Vinci's Demons, Salem, The Blacklist e Jamestown. Atualmente estrela em Mayans M.C. como Che "Taza" Romero.